# 毛鞍叶羊蹄甲
毛鞍叶羊蹄甲（学名：Bauhinia brachycarpa var. densiflora）为豆科羊蹄甲属下的一个变种。

## 扩展阅读
- 維基物種上的相關：毛鞍叶羊蹄甲